# Bicicletes vs. Cotxes
Bicicletes vs. Cotxes (títol original, Bikes vs Cars) és un documental suec dirigit per Fredrik Gertten. La pel·lícula es va estrenar als cinemes el 6 de març de 2015 i tracta sobre la lluita entre ciclistes i l'automobilisme de masses. S'ha subtitulat al català.
La pel·lícula va ser produïda per Margarete Jangård i Elin Kamlert per a la productora WG Film AB. Està distribuït per Folkets Bio AB.